# 奥飛観光開発
奥飛観光開発株式会社（おくひかんこうかいはつ、英文社名：Okuhi Kankou Kaihatu Co., Ltd. ）は、岐阜県高山市に本社を置く企業。新穂高温泉等の奥飛騨温泉郷にて新穂高ロープウェイを運行するそのほか、ホテルやキャンプ場なども運営する。また高山市内で不動産業も営む。名鉄グループに属する。

## 概要

### 事業内容
鉄道事業（索道）、宿泊業、不動産業を3本の柱としている。名古屋鉄道公式サイトの「名鉄グループ 業種別企業一覧」では「鉄道・バス」ではなく「旅行・レジャー」に分類されている。
- 索道「新穂高ロープウェイ」の運行、および関連施設（飲食店・売店など）の運営[1]
- 「ホテル穂高」「日和田高原ロッジ・キャンプ場」の運営[1]
- 高山市内での不動産業[1]

### 事業所
- 本社：岐阜県高山市昭和町1丁目165-1
- 名古屋営業所：愛知県名古屋市中村区椿町17-15 ユース丸悦ビル8階
- 東京営業所：東京都中央区日本橋本町3丁目4-5 PMO日本橋三越前ビル7階

## 沿革
- 1962年（昭和37年）5月8日 - 会社設立[1]。
- 1963年（昭和38年） - 吉城郡古川町数河（現：飛騨市古川町数河）で数河高原スキー場の営業を開始[8]。
- 1965年（昭和40年）7月 - ホテル穂高を開業[9]。
- 1967年（昭和42年） - 新穂高ロープウェイスキー場をロープウェイ建設に先立って開設[10]。
- 1970年（昭和45年）7月 - 新穂高ロープウェイを開設[9]。
- 1973年（昭和48年） - 新穂高ロープウェイスキー場のリフトを設置[10]。
- 1984年（昭和59年）4月 - 旅館御岳を開業[9]。
- 1999年（平成11年）
  - 秋 - スノーランドすごう（旧：数河高原スキー場）の運営から撤退[8]。同スキー場は地元の民宿経営会社が営業を継承し[11]、「パルクすごうスキー場」として営業を継続したが、2003年3月限りで廃業した[12]。
  - 12月 - 日和田高原ロッジ・キャンプ場を開業[9]。
- 2003年（平成15年）3月30日 - 新穂高ロープウェイスキー場が入場客の激減や施設の老朽化などを理由に営業を終了[13]。
- 2005年（平成17年） - ISO 14001認証を取得[9]。